# میلاد کمندانی
میلاد کمندانی (۱۶ تیر ۱۳۷۳ - کرج) بازیکن فوتبال اهل ایران است که برای باشگاه فوتبال صنعت نفت آبادان بازی میکند.
وی سابقه بازی در تیم‌های پرسپولیس تهران، پدیده مشهد، ملوان بندر انزلی، گل گهر سیرجان و نساجی مازندران دارد.